# Loujain al-Hathloul
Loujain al-Hathloul (arabiska: لجين الهذلول Lujjayn al-Hadhlūl), född 31 juli 1989 i Jidda, är en saudisk kvinnorättsaktivist och politisk fånge.
Al-Hathloul är känd både för sin roll i kampen för kvinnors rätt att köra bil, samt kampen för att avveckla det saudiska manliga beskyddarsystemet. Den 1 december 2014 blev hon arresterad och frihetsberövad i 73 dygn  anklagad för brott mot lagstiftningen mot kvinnors bilkörning. Gripandet skedde efter att hon försökt ta sig över gränsen i bil från Förenade arabemiraten (UAE) till Saudiarabien. Hon hade ett körkort från UAE, vilket inte hindrade den saudiska polisen från att arrestera henne. Al-Hathloul försökte ställa upp i lokala saudiska val i december 2015, de första valen i Saudiarabien där kvinnor tilläts kandidera, men blev blockerad.
Al-Hathloul är engagerad i rörelsen för att tillåta kvinnor i Saudiarabien att köra bil och hennes aktivism har lett till att hon gripits flera gånger för att ha brutit mot förbudet. I maj 2018 greps hon och anklagades för att undergräva säkerheten och stabiliteten i landet. I juni samma år hävdes förbudet mot kvinnliga bilförare, men Loujain al-Hathloul förblev fängslad. Hennes familj uppgav att hon torterats i fängelset samt att hon avböjt ett erbjudande om frisläppning mot att hon inför kamera nekar till att hon utsatts för tortyr.
I februari 2020, då hon suttit i fångenskap i snart två år, försäkrade Saudiarabien FN att al-Hathlouls rättegång skulle äga rum "inom en månad". I slutet av oktober 2020 inledde hon en hungerstrejk som drastiskt försämrade hennes hälsa, vilket föranledde FN i november 2020 att uppmana Saudiarabien att genast släppa al-Hathloul. Den 10 februari 2021 meddelade hennes syster att Loujain al-Hathloul frisläppts från fängelset.
Time Magazine utsåg henne till en av världens 100 mest inflytelserika personer 2019. Hon har även nominerats till Nobels fredspris.